# Општина Алиман (Констанца)
Алиман (рум. Aliman) општина је у Румунији у округу Констанца.
Oпштина се налази на надморској висини од 107 m.